# アダルトサイト
アダルトサイトは、成人向けインターネットサイトを指す。俗にエロサイトともよばれる。性的興奮を得る為の補助として利用する人が多く、通常「18禁」・「20禁」と年齢物指定されている。成人向け漫画やアダルトアニメを扱うものもある。ほとんどのウェブブラウザにはプライバシーモードと呼ばれるアダルトサイトの閲覧に適した機能がある。

## 実態
多くのアダルトサイトでは、閲覧者が自ら年齢認証を行い、閲覧するようになっている。一部のウェブサイトは、無料で取得できないEメールアドレスを利用し、パスワードを取得しないと閲覧できないようになっている。また、会員制サイトは、クレジットカードの有無を成人認証として利用していることがある。
会員制サイトと非会員制サイトに分けることができる。会員制サイトは、クレジットカードなどで一定の金額を支払い、一定期間の視聴が行えるようになっている。非会員制サイトは、サイト内に広告を表示し、それからの収入で運営するようになっている。
最近ではブログの一般化に伴い、アダルトサイトのブログ版となるエログも登場し始めている。アダルト動画を直接ダウンロードできたり、アダルト動画がアップロードされた動画共有サイトへの直リンクがあったりと、一般の非会員制サイトと類似した部分もある。

## 国外サイト
国内では描写の規制が厳しく、描写したい画像や動画を海外サーバーにアップするケースも多い。ただし、国内より海外のサーバーにアップしても日本の法律が適用されるので、国内で違法とされる画像や動画をアップすると処罰の対象となる。一方、海外現地より海外のサーバーにアップする場合は、日本の法律は適用されず、現地の法律が適用されることになる。よって、無修正の日本人向け有料アダルトサイトが海外によって運営されている。

## 架空請求サイト
「サンプル視聴」「年齢確認」などの表示をクリックやタップしただけで契約が成立したと思わせて高額な料金を請求する場合がある。

## 主なアダルトサイト
- FC2動画アダルト
- XHamster
- Pornhub
- XVideos
- YouPorn
- Stripchat
- Tube8
- Men.com
- livejasmin